# Puchar Grecji w piłce siatkowej mężczyzn (2021/2022)
Puchar Grecji w piłce siatkowej mężczyzn 2021/2022 – 34. sezon rozgrywek o siatkarski Puchar Grecji zorganizowany przez Grecki Związek Piłki Siatkowej (Ελληνική Ομοσπονδία Πετοσφαίρισης, Ε.Ο.ΠΕ.). Zainaugurowany został 12 stycznia 2022 roku.
W rozgrywkach o Puchar Grecji uczestniczyły drużyny z Volley League, Pre League oraz kategorii A2. Rozgrywki składały się z trzech rund wstępnych, 1/8 finału, ćwierćfinałów oraz turnieju finałowego. We wszystkich rundach rywalizacja toczyła się systemem pucharowym, a o awansie decydowało jedno spotkanie.
Turniej finałowy odbył się w dniach 31 marca-1 kwietnia 2022 roku w Miejskim Centrum Sportowym «Makis Liungas» w Glifadzie. W ramach turnieju finałowego rozegrane zostały półfinały i finał. Po raz czwarty Puchar Grecji zdobył PAOK, pokonując w finale AO Foinikas ONEX Syros. MVP finału wybrany został Rafail Kumendakis.
Rozgrywki przywrócone zostały po jednosezonowej przerwie spowodowanej pandemią COVID-19.

## System rozgrywek
Do rozgrywek o Puchar Grecji w sezonie 2021/2022 zgłosiły się 23 drużyny. Rozgrywki składały się z trzech rund wstępnych, 1/8 finału, ćwierćfinałów oraz turnieju finałowego, w ramach którego odbyły się półfinały i finał. We wszystkich rundach rywalizacja toczyła się w systemie pucharowym, a o awansie decydowało jedno spotkanie. Przed każdą rundą odbywało się losowanie wyłaniające pary meczowe. Gospodarzem spotkania w parze była drużyna z niższej ligi bądź ta, która została wylosowana jako pierwsza (jeżeli obie drużyny grały na tym samym poziomie rozgrywkowym).
W trzech rundach wstępnych uczestniczyły drużyny z Pre League i kategorii A2, tj. odpowiednio drugiego i trzeciego poziomu rozgrywkowego. Zespoły podzielone zostały na dwie strefy, uwzględniając ich położenie geograficzne. Do strefy A trafiło 5 drużyn, natomiast do strefy B – 10 drużyn. Ze strefy A do 1/8 finału awansował jeden zespół, natomiast ze strefy B – 3 zespoły.
| Stowarzyszenie | Drużyna          |
| -------------- | ---------------- |
| ESPAAA         | AEK              |
| ESPEDA         | AE Armenion      |
| ESPEDA         | GS Petrupolis    |
| ESPEP          | AO Kalamata 80   |
| TE Samos       | AS Kierkis Samos |

| Stowarzyszenie                     | Drużyna                 |
| ---------------------------------- | ----------------------- |
| EPES                               | AS Aris                 |
| EPES                               | AS Elpis                |
| EPES                               | Enosi Tumbas            |
| EPES                               | HANT                    |
| EPES                               | AS Makedonikos          |
| EPES                               | OPAT Perseas            |
| EPES                               | Pigasos Polichnis       |
| ESPE Trakis/Anatolikis Makiedonias | MGS AE Komotinis        |
| ESPE Makiedonias                   | FES Aristotelis Skidras |
| ESPE Makiedonias                   | SFK Pierikos Katerinis  |

W 1/8 finału uczestniczyły 4 drużyny, które awansowały z rund wstępnych oraz 4 zespoły z najwyższej klasy rozgrywkowej (tj. Volley League), które po 1. rundzie fazy zasadniczej zajmowały w tabeli miejsca 5-8. Pozostałe drużyny z Volley League udział w rozgrywkach rozpoczęły od ćwierćfinałów.

## Drużyny uczestniczące
| Volley League (8 drużyn) | Volley League (8 drużyn) |
| ------------------------ | ------------------------ |
| APS Filipos Weria        | 1/8 finału               |
| AO Foinikas ONEX Syros   | finał                    |
| AOP Kifisias             | 1/8 finału               |
| AONS Milon               | ćwierćfinał              |
| OFI                      | ćwierćfinał              |
| Olympiakos SFP           | półfinał                 |
| Panathinaikos AO         | ćwierćfinał              |
| PAOK                     | zwycięstwo               |

| Pre League (8 drużyn)   | Pre League (8 drużyn) |
| ----------------------- | --------------------- |
| AEK                     | 2. runda              |
| AS Aris                 | 1. runda              |
| FES Aristotelis Skidras | 1/8 finału            |
| AO Kalamata 80          | 3. runda              |
| AS Kierkis Samos        | ćwierćfinał           |
| MGS AE Komotinis        | 1/8 finału            |
| SFK Pierikos Katerinis  | 1. runda              |
| Pigasos Polichnis       | półfinał              |

| Kategoria A2 (7 drużyn) | Kategoria A2 (7 drużyn) |
| ----------------------- | ----------------------- |
| AE Armenion             | 2. runda                |
| AS Elpis                | 1. runda                |
| Enosi Tumbas            | 1. runda                |
| HANT                    | 2. runda                |
| AS Makedonikos          | 1. runda                |
| OPAT Perseas            | 2. runda                |
| GS Petrupolis           | 1. runda                |

## Rozgrywki

### 1. runda
Strefa A
| 12.01.2022 18:00 (UTC+2) | GS Petrupolis | 0:3 (15:25, 13:25, 24:26) | AO Kalamata 80 | Hala sportowa «Nikos Paksimadas», Petrupoli Sędziowie: Kieli Jeorjaki i Petros Papachadzis |

Uwaga: AS Kierkis Samos, AEK oraz AE Armenion wylosowały wolny los i awansowały do 2. rundy bez gry.
Strefa B
| 12.01.2022 18:00 (UTC+2) | Enosi Tumbas | 2:3 (25:22, 19:25, 16:25, 26:24, 12:15) | MGS AE Komotinis | Hala sportowa MENT, Saloniki Sędziowie: Jiorgos Dranitsas i Emanuil Jeorjadis |

| 12.01.2022 20:00 (UTC+2) | FES Aristotelis Skidras | 3:1 (25:11, 23:25, 25:17, 25:21) | AS Aris | Miejskie Centrum Sportowe, Skidra Sędziowie: Aleksandros Awramidis i Eleni Daniilidu |

| 12.01.2022 20:00 (UTC+2) | Pigasos Polichnis | 3:1 (25:17, 23:25, 25:22, 25:13) | SFK Pierikos Katerinis | Miejskie Centrum Sportowe, Polichni Sędziowie: Teofilos Stawrianidis i Jeorjos Mawridis |

| 12.01.2022 21:30 (UTC+2) | HANT | 3:2 (25:20, 25:22, 21:25, 18:25, 15:10) | AS Makedonikos | Centrum Sportowe HANT «Mimis Tsikinas», Saloniki Sędziowie: Panajiotis Kukumakas i Wasilios Wasiliadis |

| 13.01.2022 20:30 (UTC+2) | AS Elpis | 1:3 (25:21, 17:25, 15:25, 19:25) | OPAT Perseas | Centrum Sportowe HANT «Mimis Tsikinas», Saloniki Sędziowie: Stelios Papakosmas i Konstandinos Dimitriu |

### 2. runda
Strefa A
| 02.02.2022 18:00 (UTC+2) | AE Armenion | 0:3 (14:25, 20:25, 20:25) | AO Kalamata 80 | Hala sportowa 1. Gimnazjum, Ajos Joanis Rendis |

| 02.02.2022 18:00 (UTC+2) | AEK | 2:3 (18:25, 23:25, 25:18, 25:16, 11:15) | AS Kierkis Samos | Hala sportowa «Apostolos Kondos», Nea Filadelfia |

Strefa B
| 19.01.2022 21:30 (UTC+2) | HANT | 0:3 (20:25, 20:25, 21:25) | Pigasos Polichnis | Centrum Sportowe HANT «Mimis Tsikinas», Saloniki |

| 26.01.2022 20:30 (UTC+2) | OPAT Perseas | 1:3 (30:28, 19:25, 19:25, 19:25) | FES Aristotelis Skidras | KAPPA 2000, Peraia |

Uwaga: MGS AE Komotinis wylosował wolny los i awansował do 1/8 finału bez gry.

### 3. runda
Strefa A
| 09.02.2022 18:00 (UTC+2) | AO Kalamata 80 | 1:3 (20:25, 20:25, 25:23, 23:25) | AS Kierkis Samos | Hala sportowa przy Stadionie Miejskim, Kalamata |

### 1/8 finału
| 23.02.2022 18:00 (UTC+2) | Pigasos Polichnis | 3:2 (20:25, 29:27, 14:25, 25:20, 15:11) | AOP Kifisias | Miejskie Centrum Sportowe, Polichni Sędziowie: Emanuil Jeorjadis i Stelios Papakosmas |

| 23.02.2022 18:00 (UTC+2) | MGS AE Komotinis | 1:3 (27:25, 17:25, 22:25, 15:25) | OFI | Miejskie Centrum Sportowe, Skidra Sędziowie: Janis Joanidis i Stawros Marjaritidis |

| 23.02.2022 19:00 (UTC+2) | FES Aristotelis Skidras | 0:3 (16:25, 22:25, 20:25) | AONS Milon | Hala sportowa 2. Liceum Ogólnokształcącego, Komotini Sędziowie: Wasilios Wasiliadis i Teofilos Stawrianidis |

| 23.02.2022 19:00 (UTC+2) | AS Kierkis Samos | 3:1 (25:21, 17:25, 25:13, 25:23) | APS Filipos Weria | Hala sportowa Wateos, Samos Sędziowie: Wasilios Ikonomu i Jeorios Karadimitriu |

### Ćwierćfinały
| 09.03.2022 16:00 (UTC+2) | Panathinaikos AO | 1:3 (25:23, 18:25, 22:25, 21:25) | AO Foinikas ONEX Syros | Hala sportowa «Ajiu Toma», Amarusion Sędziowie: Epaminondas Jerotodoros i Konstandinos Wuduris |

| 09.03.2022 18:00 (UTC+2) | Pigasos Polichnis | 3:2 (16:25, 25:18, 25:23, 25:27, 15:13) | OFI | Miejskie Centrum Sportowe, Polichni Sędziowie: Wasilios Wasiliadis i Aleksandros Awramidis |

| 09.03.2022 19:00 (UTC+2) | Olympiakos SFP | 3:0 (25:19, 26:24, 25:19) | AONS Milon | Hala sportowa «Melina Merkuri», Ajos Joanis Rendis Sędziowie: Spiros Prenddzas i Nikolaos Frangakis |

| 09.03.2022 19:00 (UTC+2) | AS Kierkis Samos | 1:3 (18:25, 31:29, 13:25, 21:25) | PAOK | Hala sportowa Wateos, Samos Sędziowie: Michail Kutsulas i Jeorios Karadimitriu |

### Turniej finałowy

#### Półfinały
| 31.03.2022 15:15 (UTC+3) | Pigasos Polichnis | 2:3 (25:19, 18:25, 20:25, 25:21, 10:15) | AO Foinikas ONEX Syros | Miejskie Centrum Sportowe «Makis Liungas», Glifada Sędziowie: Emanuil Jeorjadis i Lemonia Mula |

| 31.03.2022 19:15 (UTC+3) | PAOK | 3:2 (25:19, 22:25, 25:22, 17:25, 15:10) | Olympiakos SFP | Miejskie Centrum Sportowe «Makis Liungas», Glifada Sędziowie: Epaminondas Jerotodoros i Michail Kutsulas |

#### Finał
| 01.04.2022 19:15 (UTC+3) | AO Foinikas ONEX Syros | 0:3 (18:25, 31:33, 19:25) | PAOK | Miejskie Centrum Sportowe «Makis Liungas», Glifada Widzów: 1800 Sędziowie: Aleksandros Milonakis i Charalambos Papadogulas |